# 比爾克奇科區
比爾克奇科區（西班牙語：Distrito de Vilque Chico），是秘魯的一個區，位於該國東南部普諾大區的萬卡內省，面積499.38平方公里，海拔高度3,825米，2005年人口9,750，人口密度每平方公里20人。